# STS-51-L
STS-51-L (englisch Space Transportation System) ist die Missionsbezeichnung für einen Flug des US-amerikanischen Space Shuttle Challenger (OV-099) der NASA. Der Start erfolgte am 28. Januar 1986. Es war die 25. Space-Shuttle-Mission sowie der zehnte und letzte Flug der Raumfähre Challenger.
73 Sekunden nach dem Start zerbrach die Raumfähre, in Folge kamen alle sieben Besatzungsmitglieder ums Leben. Es handelt sich neben dem Columbia-Unglück von 2003 um den bis heute schwersten Unfall in der Raumfahrtgeschichte der Vereinigten Staaten.

## Besatzung
Die Mannschaft bestand aus sieben Personen:
- Francis Scobee (2. Raumflug), Kommandant
- Michael Smith (1. Raumflug), Pilot
- Judith Resnik (2. Raumflug), Missionsspezialistin
- Ellison Onizuka (2. Raumflug), Missionsspezialist
- Ronald McNair (2. Raumflug), Missionsspezialist
- Gregory Jarvis (1. Raumflug), Nutzlastspezialist, Hughes Aircraft
- Christa McAuliffe (1. Raumflug), Nutzlastspezialistin, Teacher in Space

Als Ersatz standen zur Verfügung, kamen jedoch nicht zum Einsatz:
- Louis Butterworth, Nutzlastspezialist, Hughes Aircraft, für Jarvis
- Barbara Morgan, Nutzlastspezialistin, Teacher in Space, für McAuliffe

## Bodenpersonal (Auszug)
- Flugdirektor (Flight): Jay Greene
- Flugdynamik-Offizier (FIDO): Brian Perry
- CapComs: Richard Covey, Frederick Gregory
- Systemdatenerfassungs-Processing-Systems-Ingenieur (DPS): A. F. Algate
- Ingenieur für Lenkung, Navigation, und Kontrollsysteme (GNC): Jeffrey Bantle
- Antriebsraketensystem-Ingenieur (Booster): Jerry Borrer
- Triebkraftingenieur (PROP): A.J. Ceccacci
- Manager für Elektrik, Umwelt, Verschleißteile (EECOM): John Rector
- Offizier für Wartung, mechanische, und ‚upper stage systems‘ (RMU): K.A. Reiley

## Missionsplanung
Der Start der Mission STS-51-L war ursprünglich für den 22. Januar geplant, musste dann aber wegen der Verzögerungen bei der vorangegangenen Mission (STS-61-C) um zunächst zwei Tage verschoben werden. Die Witterungsverhältnisse am Startort und auf den vorgesehenen Notlandeplätzen sowie technische Probleme an der Einstiegsluke der Raumfähre erzwangen weitere Verschiebungen bis zum 28. Januar.
Die Mission hatte die Aufgabe, den Kommunikationssatelliten TDRS-2 auszusetzen, zudem sollte mit verschiedenen Hilfsmitteln der Komet Halley beobachtet werden. Als weiterer Höhepunkt der Mission war geplant, dass die Grundschullehrerin Christa McAuliffe, die im Rahmen eines Sonderprogramms der NASA zur Besatzung gehörte, einige Unterrichtsblöcke live aus dem Weltraum abhält.
Vorgesehen war eine Missionsdauer von 6 Tagen, 0 Stunden und 34 Minuten. Die Landung sollte im Kennedy Space Center in Florida erfolgen. STS-51-L war die erste Space-Shuttle-Mission, bei der die Startrampe 39B zum Einsatz kam.

## Das Challenger-Unglück

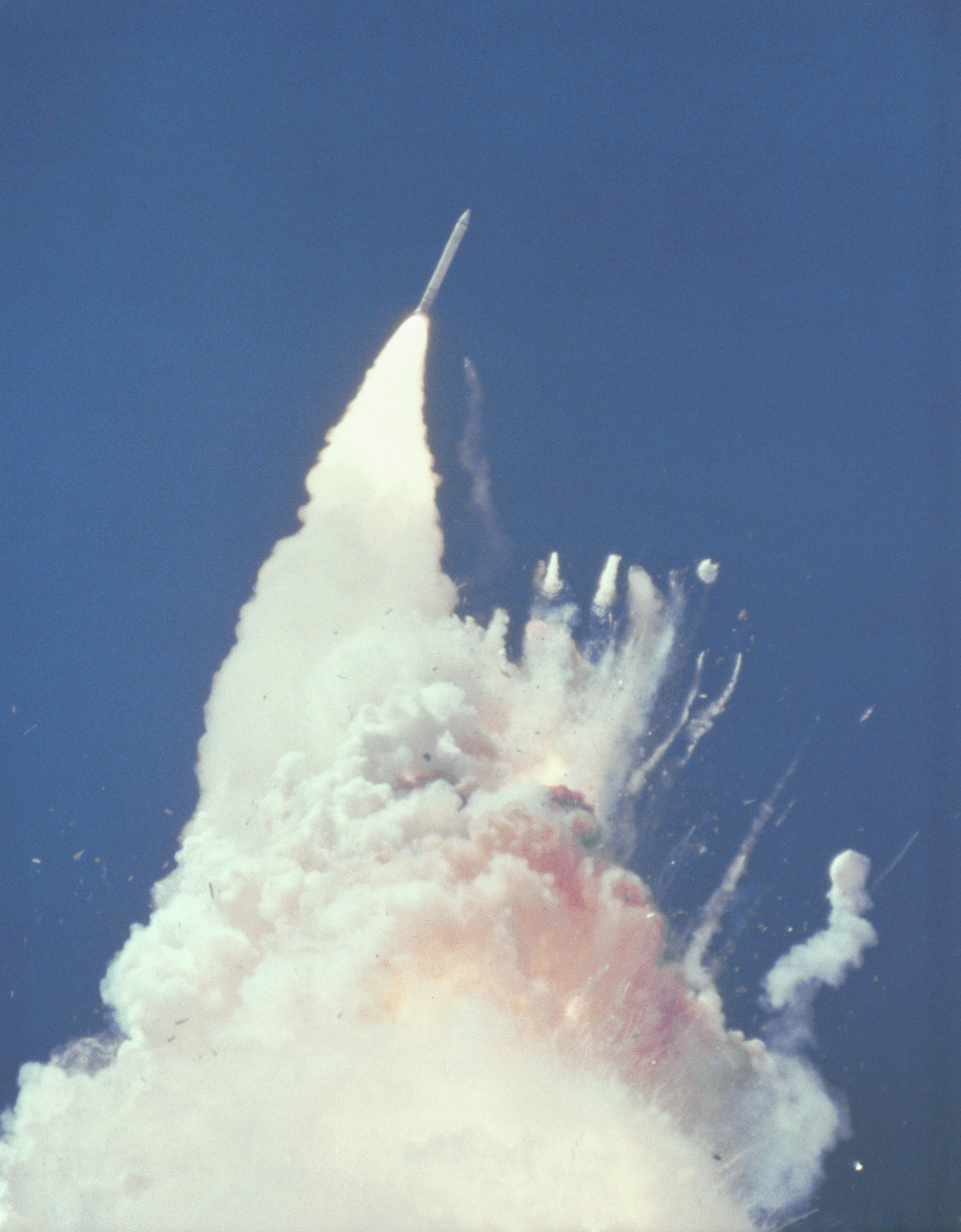
Auseinanderbrechen der Challenger

Am 28. Januar 1986, 73 Sekunden nach dem Start (11:38 Uhr Ortszeit, 17:38 Uhr MEZ) der Mission STS-51-L, zerbrach die Raumfähre in rund 15 Kilometern Höhe. Dabei starben alle sieben Astronauten. Das Challenger-Unglück führte zur vorübergehenden Einstellung des Shuttle-Programms der NASA. Der Ausfall eines oder mehrerer Dichtungsringe in einer der seitlichen Feststoffraketen (Booster) wurde als Grund ermittelt.
Die Booster wurden aus vergabepolitischen Gründen in vier Teilen gefertigt, wobei je zwei Module herstellerseits vormontiert und ineinander verankert wurden. Der fehlerhafte O-Ring befand sich in einem „field joint“, der von NASA-Technikern vor Ort zusammengeführt wurde. Die Verankerungen wurden mittels zweier übereinander angeordneter O-Ringe abgedichtet. Zwischen den O-Ringen befand sich ein Anschluss für Dichtigkeitsprüfungen. Durch tiefe Temperaturen in der Nacht vor und am Morgen des Starts büßte der Kunststoff jedoch seine Elastizität ein, was durch die extremen Druck- und Hitzebelastungen nach der Zündung zunächst zu einem Verschleiß der O-Ringe und schließlich zum teilweisen Ausströmen des Verbrennungsgases führte (Blowby). Dabei trat ein Teil der Flammen im Inneren der Rakete nicht bestimmungsgemäß durch die große Düse am Heck, sondern an der Seite der Feststoffrakete aus, möglicherweise durch den Anschluss zur Dichtigkeitsprüfung. Sicherheitsbedenken gegenüber der Qualität dieser Ringe und ihrer Elastizität bei Nachtfrost waren dem Hersteller der Raketen bekannt. Bereits ein Jahr zuvor war die Discovery bei 11,6 °C gestartet. Nach der Bergung der Booster wurden bei der Inspektion der O-Ringe gravierende Hitzeschäden festgestellt, die auf einen gefährlichen Blowby an dieser Stelle hindeuteten. Bereits am Abend vor dem Start der Raumfähre warnte Roger Boisjoly, ein Ingenieur von Morton Thiokol, der Herstellerfirma der Feststoffraketen, wegen der Kälte vor dem Start. Die Wettervorhersagen nannten Temperaturen um den Gefrierpunkt für Mitternacht, −6 °C am frühen Morgen und −3 °C zur geplanten Startzeit. Boisjoly befürchtete eine gigantische Explosion bereits auf der Startrampe. 
Wegen dieser Frage gab es in den letzten 24 Stunden vor dem Start eilig angesetzte Telefonkonferenzen zwischen Management und Ingenieuren von Thiokol und der NASA. Obwohl die NASA nach einer sechsstündigen Telefonkonferenz schließlich fast von einem Startaufschub überzeugt war, entschied sich das Management von Thiokol letztendlich, seine eigenen Ingenieure zu überstimmen und seinem wichtigen Kunden NASA den Start zu empfehlen.
Der Start erfolgte bei einer Temperatur von +2 °C.
Wenige Sekunden nach dem Start versagte – was Boisjoly ziemlich exakt in dieser Form inklusive des folgenden Unglücks vorhergesagt hatte – einer der Dichtungs-O-Ringe der Feststoffrakete und heißes Verbrennungsgas trat durch das so entstandene Leck an der Seite aus. Allerdings verschloss sich gemäß den Untersuchungen zum Unglück das so entstandene Leck zuerst wieder (möglicherweise mit heißer Schlacke), so dass es temporär keine akute Gefahr darstellte. Es wird vermutet, dass der Schlackepfropfen sich löste, als das Shuttle in bereits großer Höhe eine starke Windböe (Scherwind) durchflog, die es durchrüttelte. Erst danach entwickelte sich das Leck vollständig. Es lag so ungünstig, dass die Gase genau auf die Verbindung des Boosters mit dem mit Wasserstoff gefüllten großen Außentank trafen. 73 Sekunden nach dem Start wurde in 15 Kilometern Höhe diese Verbindung durch die Hitzeeinwirkung des Gases zerstört, wonach der Booster gegen den Tank prallte und diesen aufriss. Die Raumfähre und der Tank wurden durch die enormen aerodynamischen Kräfte zerstört; eine große Menge flüssigen Sauerstoffs und Wasserstoffs trat aus. Diese komprimierten Gase dehnten sich stark durch die Entzündung aus. Dadurch sah der Unfall wie eine Explosion aus.
Der Cockpitbereich, in dem sich die Raumfahrer befanden, überstand das Zerbrechen des Shuttles relativ unversehrt. Berechnungen ergaben eine maximale Belastung von ca. 12 bis 20 g. Nach zwei Sekunden sank diese Belastung auf unter 4 g. Ca. 10 Sekunden nach dem Auseinanderbrechen befand sich der Cockpitbereich auf einer Freifalltrajektorie. Der offizielle Bericht spricht daher davon, dass „die Kräfte, denen die Besatzung beim Auseinanderbrechen des Orbiters ausgesetzt war, vermutlich nicht zu tödlichen oder schwerwiegenden Verletzungen führten“. Die Astronauten starben möglicherweise erst, als sie 2:45 min nach dem Auseinanderbrechen in ihrem Cockpitbereich mit ca. 330 km/h auf den Atlantik aufschlugen. Ob mögliche Schäden im Cockpitbereich zu einer schnell tödlich wirkenden Dekompression führten, konnte nicht mehr festgestellt werden. Kritiker bemängelten Fehler in der Konstruktion und ein aus Kostengründen eingespartes Rettungssystem (Fallschirm des Cockpitbereichs), das möglicherweise das Leben der Astronauten hätte retten können. Ein prominentes Mitglied der Untersuchungskommission war der Physiker und Nobelpreisträger Richard P. Feynman, der die Untersuchung in einem autobiographischen Buch dargestellt hat.
Das Challenger-Unglück warf nicht nur das Raumfahrtprogramm der USA zurück, sondern wirkte auch wie ein Schock auf die zahlreichen US-amerikanischen Bürger, die das Unglück live miterlebt hatten, sei es auf den Aussichtstribünen in Cape Canaveral oder vor dem Fernseher. Der Rückschlag wirkte in der ohnehin politisch angespannten Lage jener Zeit als nationales Trauma.

### Ablauf des Unglücks, Ursachen und letzter Funkkontakt

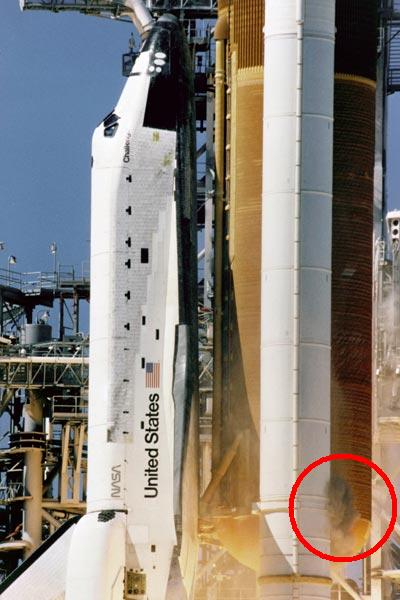
Schwarzer Rauch, der bei einem Dichtungsring am Feststoffbooster austritt

Kurz nach dem Abheben der Raumfähre wurde die Kontrolle über den Flug vom Startkontrollzentrum auf dem Kennedy Space Center in Florida an das Mission Control Center in Texas abgegeben. Im Folgenden ist die Kommunikation am Funkverkehr beteiligten Personen wiedergegeben; „Intercom“ bedeutet Kommunikation der Crew untereinander. Zeitangaben in Sekunden nach dem Start.
Challenger:
- Scobee: Dick Scobee (Kommandant)
- Smith: Michael J. Smith (Pilot)
- Resnik: Judith Resnik (Missionsspezialist)
- Onizuka: Ellison Onizuka (Missionsspezialist)

Bodenstationen:
- Booster: Booster Systems Engineer
- CAPCOM: Capsule Communicator
- DPS: Data Processing Systems Engineer
- FIDO: Flight Dynamics Officer
- Flight: Flight Director
- GC: Ground Controller
- PAO: Public Affairs Officer (Public Announcer)
- RSO: Range Safety Officer

T+0 Sekunden

Resnik: All right. (Alles klar.)

Smith: Here we go. (Los geht’s.)
T+5 Sekunden

DPS: Liftoff confirmed. (Abheben bestätigt.)

Flight: Liftoff … (Abheben …)
T+7 Sekunden

Scobee: Houston, Challenger roll program. (Houston, Challenger, Rollprogramm [programmierte Drehung um die Längsachse durch den Autopiloten])
T+11 Sekunden

Smith: Go you Mother (ugs. Mother bezeichnet hier das Raumschiff; gemeint etwa: Geh ab, Mutter[schiff])
T+14 Sekunden

Onizuka, intercom: LVLH. (Erinnerung für die Crew, die Konfiguration zu ändern – Local Vertical / Local Horizontal)
Um die aerodynamische Belastung gering zu halten, müssen die Haupttriebwerke in der unteren Atmosphäre zeitweise gedrosselt werden. Die Flugsoftware registriert, dass die SRBs (Feststoffraketen) heiß sind und mehr Schub als geplant entwickeln. Der Flugsoftware-Parameter T_DEL_ADJUST (FIDOs T-del-Kommentar) wird benutzt, um die Leistung der Haupttriebwerke einzustellen. Gleichzeitig lässt der Schub der SRB gemäß einem vordefinierten Plan nach. Bei T+35,379 werden die Haupttriebwerke auf die vorher vorgesehenen 65 Prozent zurückgefahren.
T+15 Sekunden

Resnik: [Expletive] hot. ([Kraftausdruck] heiß.)

Scobee: Ooohh-kaaay. (Okay.)
T+19 Sekunden

Smith: Looks like we’ve got a lotta wind here today. (Scheint so, als hätten wir hier heute viel Wind.)

Scobee: Yeah. (Stimmt)
T+19,859 Sekunden

Booster: Throttle down to 94. (Drosseln auf 94 [% Schub].)

Flight: Ninety four… (94 …)
T+22 Sekunden

Scobee: It’s a little hard to see out my window here. (Es ist etwas schwierig, hier aus meinem Fenster zu sehen.)
T+28 Sekunden

Scobee: There’s ten thousand feet and Mach point five. (Erreichen 10.000 Fuß und Mach 0,5.)
T+35 Sekunden

Scobee: Point nine. (Mach 0,9.)
T+40 Sekunden

Smith, intercom: There’s Mach 1. (Sind bei Mach 1.)

Scobee: Going through 19,000. (Passieren 19.000 Fuß.)
T+43 Sekunden

Scobee: OK, we’re throttling down (OK, wir drosseln den Schub.)
T+48,900 Sekunden

Booster: Three at 65. ([Alle] drei [Haupttriebwerke] bei 65 [% Schub].)

Flight: Sixty-five, FIDO… (65, FIDO…)

FIDO: T-del confirms throttles. (T-Del bestätigt Drosselung.)

Flight: Thank-you. (Dankeschön.)
Bei T+51,860 fahren die Haupttriebwerke wieder auf ihre Nominalleistung hoch, und die Raumfähre erreicht die Zone des maximalen aerodynamischen Druckes, ungefähr 34.000 Pascal.
T+57 Sekunden

Smith, intercom: Throttling up. (Schub [wieder] hoch.)

Scobee, intercom: Roger. (Verstanden.)

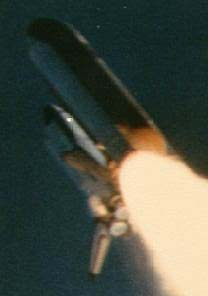
T+58,772: An der Unterseite des SRBs, vor der Licht-Schatten-Grenze des Außentanks, ist eine Rauchwolke zu sehen.

Bei T+58,788 fängt eine Filmkamera die ersten Anzeichen von Rauch am hinteren Teil der Raumfähre ein. Von der Crew der Challenger und der Bodenstation in Houston unbemerkt, beginnt brennendes Gas aus einem stetig größer werdenden Leck am rechtsseitigen SRB auszutreten. 
Innerhalb einer Sekunde ist die Rauchbildung sehr stark ausgeprägt, und eine deutliche Stichflamme hat sich gebildet. Selbst wenn die Besatzung oder das Kontrollzentrum sich dessen bewusst wäre, könnte an diesem Punkt nichts getan werden, da ein eventueller Startabbruch in jedem Fall erst nach dem Ausbrennen und Abtrennen der SRBs möglich ist. Ansonsten scheint der Start bis hierher normal zu verlaufen.
Bei einer Flughöhe von 11.700 Metern durchschreitet die Challenger Mach 1,5.
T+60 Sekunden

Smith, intercom: Feel that mother go. (Spür, wie das Mutter[schiff] anzieht.) Woooohoooo.
T+62 Sekunden

Smith, intercom: Thirty-five thousand, going through one point five. (35.000 [Fuß], überschreiten Mach 1,5.)
T+65 Sekunden

Scobee, intercom: Reading four eighty six on mine. (Ich lese hier 486 auf meiner Anzeige ab.) (Routinemäßiger Luftgeschwindigkeits-Check) 
T+67 Sekunden

Smith, intercom: Yep, that’s what I’ve got, too. (Ja, das hab ich hier auch stehen.)
T+68 Sekunden

CAPCOM: Challenger, go at throttle up. (Challenger, [ihr seid] „Go“ für Schuberhöhung.)

Scobee: Roger, go at throttle up. (Verstanden, „Go“ für Schuberhöhung.)
Der Fehler beginnt sich zu entwickeln.

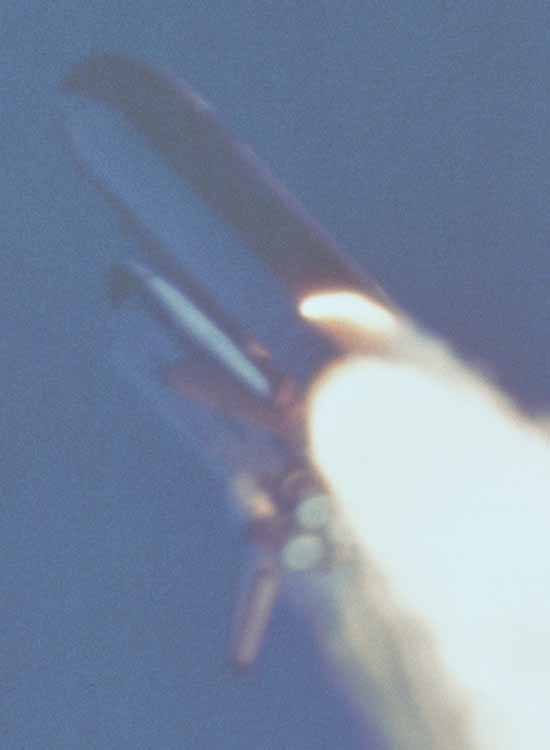
Stichflamme am rechtsseitigen SRB

Bei T+72,525, wie eine spätere Analyse der Telemetrie-Daten zeigt, gibt es einen plötzlichen Schub (verursacht durch die Stichflamme) auf der rechten Seite.
Bei T+72,564 fällt der Druck im externen Wasserstofftank ab, als dieser, durch die Stichflamme geschwächt, schlagartig aufreißt.
T+73 Sekunden

Smith, intercom: Uh oh …

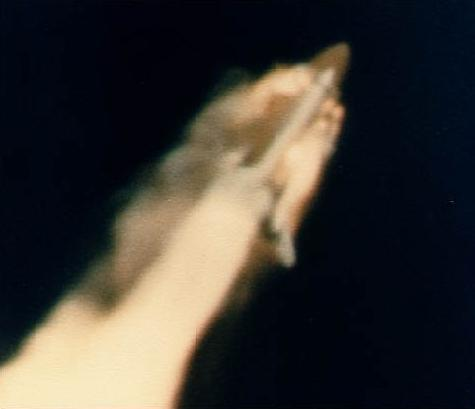
Bei ungefähr T+73,162 beginnt der Zerfall der Raumfähre

Das war das letzte Wort eines Crew-Mitglieds, das vom Stimmrekorder aufgezeichnet wurde. Smith hat sich möglicherweise auf die Funktion der Haupttriebwerke oder den fallenden Druck im externen Treibstofftank bezogen, eventuell auch auf den plötzlichen Ruck. Bei ungefähr T+73,162 beginnt der Zerfall der Raumfähre.
Dialog der Flight Controller nach dem Zerfall der Raumfähre
Bei T+79,000 zeigt eine Fernseh-Kamera anstelle der Challenger eine Rauchwolke und einen Feuerball, aus dem große brennende Trümmerteile austreten und in den Ozean stürzen.
T+89,000 Sekunden

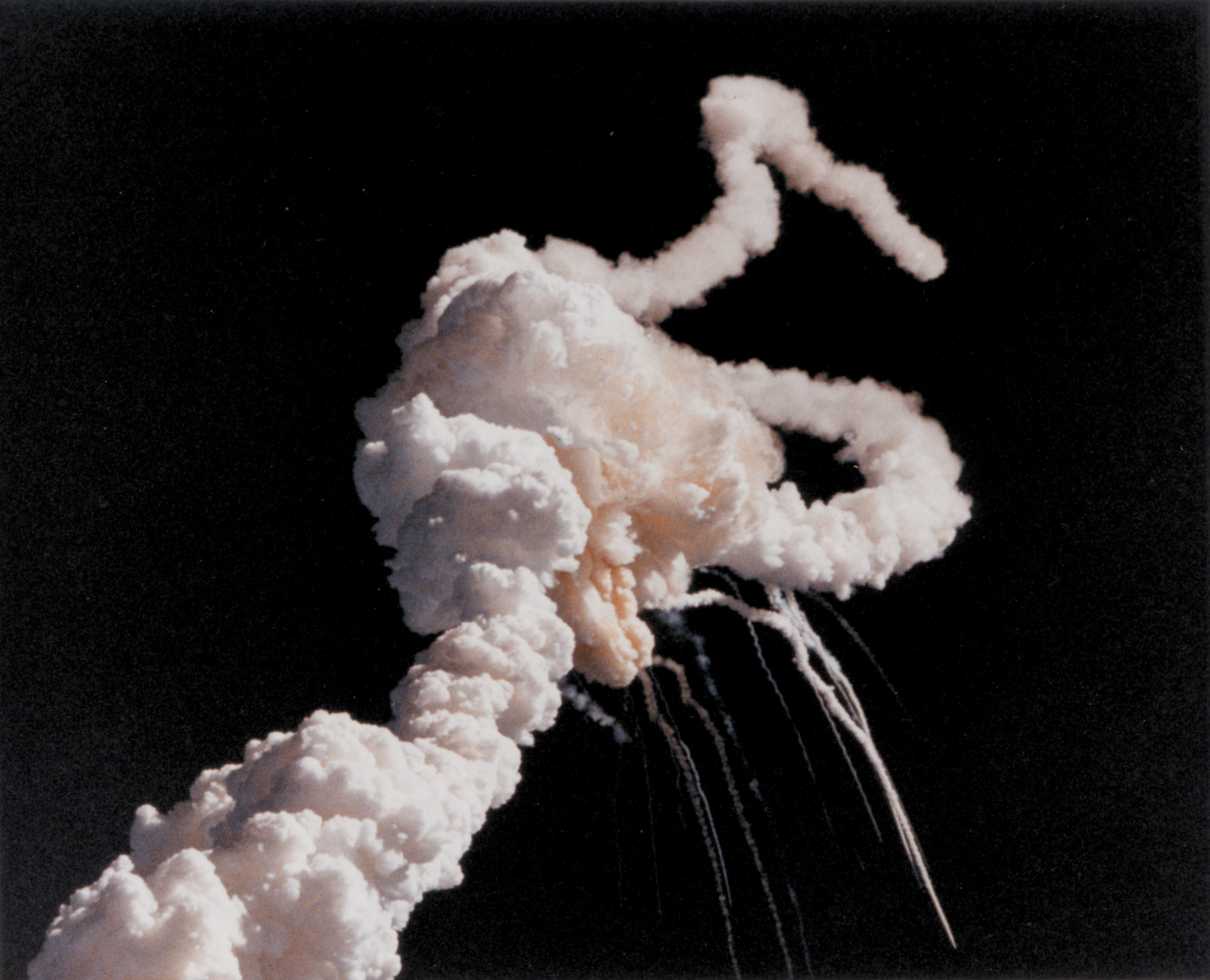
Rauchwolke anstelle der Challenger. Die beiden SRBs fliegen unkontrolliert weiter.

Flight: FIDO, trajectories. (FIDO, die Flugbahnen.)

FIDO: Go ahead. (Fahren Sie fort.)

Flight: Trajectory, FIDO. (Flugbahn, FIDO.)

FIDO: Flight, FIDO, filters (radar) got discreting sources. We’re go. (Flight, FIDO, das Radar zeigt sich verteilende Objekte. Wir sind bereit.)

FIDO: Flight, FIDO, till we get stuff back he’s on his cue card for abort modes (Flight, FIDO, bis wir das Zeug [d. h. Verbindung und damit Daten] zurückbekommen, ist er [d. h. der Kommandant der Raumfähre] auf seiner Checkliste für die Notfall-Abbruchmodi.)

Flight: Procedures, any help? (Procedures, sonst irgendwas Hilfreiches?)

Unknown: Negative, flight, no data. (Negativ, Flight, keine Daten.)

GC: Flight, GC, we’ve had negative contact, loss of downlink (of radio voice or data from Challenger). (Flight, GC, wir konnten keinen Kontakt herstellen, Verlust des Downlink (Sprechfunk und Datenübertragung von Challenger).)

Flight: OK, all operators, watch your data carefully. (OK, alle Operatoren, beobachtet eure Daten sorgfältig.)
Bei T+110,250 sendet der zuständige Sicherheitsoffizier (RSO) Funksignale, die die Selbstzerstörung der SRBs aktivieren. Dies ist ein normaler Vorgang bei einem Notfall, bei dem unter Umständen frei fliegende Objekte eine Bedrohung für Land oder See darstellen könnten.
T+116 Sekunden

PAO: Flight controllers here are looking very carefully at the situation. Obviously a major malfunction. (Die Flight Controller hier beobachten die Situation sehr sorgfältig. Offensichtlich eine schwerwiegende Fehlfunktion.)
T+121 Sekunden

GC: Flight, GC, negative downlink. (Flight, GC, kein Downlink.)

Flight: Copy. (Verstanden.)
T+128 Sekunden

PAO: We have no downlink. (Wir haben keinen Downlink.)
Bei T+140 zeigt eine Fernseh-Kamera herunterfallende Trümmerteile und weiße Kondensstreifen am blauen Himmel. Große Teile fallen Richtung Ozean, dünne Rauchschleier hinter sich herziehend.
T+145 Sekunden

FIDO: Flight, FIDO. (Flight, FIDO.)

Flight: Go ahead. (Fahren Sie fort.)

FIDO: RSO (range safety officer) reports vehicle exploded. (RSO meldet das Fahrzeug als explodiert.)

Flight: [after a long break:] Copy. FIDO, can we get any reports from recovery forces? ([nach langer Pause:] Verstanden. FIDO, können wir Meldungen von den Bergungsmannschaften bekommen?)

FIDO: Stand by. (Bleiben Sie dran.)
T+165 Sekunden

Flight: GC, all operators, contingency procedures in effect. (GC, alle Operatoren, Notfallmaßnahmen sind eingeleitet.)

### Zeitleiste der Geschehnisse
Dies ist eine chronologische Auflistung der Ereignisse am 28. Januar 1986. Die Uhrzeit bezieht sich auf die Ortszeit am Cape Canaveral und ist in hh:mm:ss dargestellt.
| 11:37:53,738                     | Zündung der drei Haupttriebwerke des Shuttles. |
| 11:38:00,010                     | Zündung der Feststoffraketen (SRBs). |
| 11:38:00,260                     | Das Shuttle hebt ab. |
| 11:38:00,688                     | Eine schwarze Rauchwolke am unteren Ende des rechten Feststoffboosters wird sichtbar.                                                                                             |
| 11:38:00,846                     | In den folgenden zwei Sekunden erscheinen acht einander folgende Rauchwolken. |
| 11:38:04,349                     | Haupttriebwerke gehen auf 104 % Leistung. |
| 11:38:05,684                     | Druck im rechten Booster ist mit 8,1 bar höher als normal. |
| 11:38:07,734                     | Roll-Programm beginnt. |
| 11:38:16,899                     | Pilot Smith meldet starken Seitenwind. |
| 11:38:19,869                     | Schub der Haupttriebwerke senkt sich auf 94 %. |
| 11:38:21,134                     | Roll-Programm beendet. |
| 11:38:35,389                     | Haupttriebwerke sind bei 65 % Schub. |
| 11:38:37,000                     | Bordcomputer der Challenger steuern dem Seitenwind entgegen. |
| 11:38:45,227                     | Eine Leuchterscheinung ist am hinteren Ende der rechten Tragfläche sichtbar. |
| 11:38:48,128                     | Eine zweite Leuchterscheinung ist an der Vorderseite der rechten Tragfläche sichtbar.                                                                                             |
| 11:38:48,428                     | Eine dritte Leuchterscheinung ist am hinteren Ende der rechten Tragfläche sichtbar.                                                                                               |
| 11:38:51,870                     | Leistung der Haupttriebwerke erhöht sich auf 104 % des Maximalschubes. |
| 11:38:58,798                     | Erste Anzeichen für einen Flammenstrahl werden am rechten Booster sichtbar. |
| 11:38:59,272                     | Scharf abgegrenzte Flammen an der rechten Feststoffrakete sind dauerhaft sichtbar.                                                                                                |
| 11:38:59,763                     | Flammen verlaufen in Flugrichtung. |
| 11:39:00,014                     | Drücke im Inneren des linken und des rechten Boosters weichen stark voneinander ab.                                                                                               |
| 11:39:00,258                     | Erste Indizien, dass der Flammenstrahl den Außentank des Shuttles trifft, werden sichtbar.                                                                                        |
| 11:39:02,494                     | Kurze, heftige Steuerbewegung des rechten Höhenruders. |
| 11:39:04,670                     | Flammen verändern ihr Aussehen. |
| 11:39:04,715                     | Anhaltende Leuchterscheinung an der Seite des Außentanks. |
| 11:39:04,947                     | Die Bordcomputer bewegen die Düsenkegel der Haupttriebwerke, um das Shuttle auf Kurs zu halten.                                                                                   |
| 11:39:05,174                     | Starke Vibrationen des Shuttles setzen ein. |
| 11:39:06,774                     | Durchflussmenge in der Treibstoffleitung für flüssigen Sauerstoff vom Außentank zu den Haupttriebwerken beginnt zu schwanken.                                                     |
| 11:39:10,835                     | Letzte Funkmeldung der Besatzung. |
| 11:39:12,214                     | Heftige Steuerbewegungen der Düsenkegel der drei Haupttriebwerke und der beiden Feststoffraketen.                                                                                 |
| 11:39:12,574                     | Wasserstoffdruck im Außentank sinkt. |
| 11:39:12,974                     | Rapider Druckverlust in der Treibstoffleitung für flüssigen Sauerstoff. |
| 11:39:13,020                     | Letzte gültige Telemetriedaten werden empfangen. |
| 11:39:13,054                     | Rapider Druckverlust in der Treibstoffleitung für flüssigen Wasserstoff. |
| 11:39:13,134                     | Helles Leuchten am hinteren Teil des Außentanks. |
| 11:39:13,134                     | Druck im Inneren des rechten Boosters ist 1,3 bar geringer als im linken. |
| 11:39:13,147                     | Erste Anzeichen für Gase in der Umgebung des Außentanks werden erkennbar. |
| 11:39:13,153                     | Triebwerke reagieren auf den veränderten Treibstoffzufluss. |
| 11:39:13,172                     | Spitze der rechten Feststoffrakete schlägt in den Außentank. |
| 11:39:13,201                     | Helle Leuchterscheinung im Bereich zwischen Außentank und Shuttle wird sichtbar.                                                                                                  |
| 11:39:13,212                     | Helle Leuchterscheinung im Bereich der vorderen Befestigung von Außentank und Shuttle wird sichtbar. Die Leuchterscheinung zwischen Außentank und Shuttle nimmt an Intensität zu. |
| 11:39:13,292                     | Erste Anzeichen für eine weiße Leuchterscheinung im Bereich der vorderen Befestigung von Außentank und Shuttle werden erkennbar.                                                  |
| 11:39:13,337                     | Starke Intensitätszunahme der weißen Leuchterscheinung im Bereich der vorderen Befestigung von Außentank und Shuttle.                                                             |
| 11:39:13,387                     | Druckschwankungen im Bereich der Steuerdüsen beginnen. |
| 11:39:13,393                     | Temperaturen aller drei Haupttriebwerke sind im roten Bereich. |
| 11:39:13,492                     | Die drei Haupttriebwerke schalten sich nacheinander ab. |
| 11:39:14,140                     | Funkverbindung zum Shuttle bricht ab. |
| 11:39:14,597                     | Helle Leuchterscheinung im Bereich des Bugs des Shuttles. |
| Zerbrechen des Shuttles beginnt. | |
| 11:39:50,260                     | Selbstzerstörungsbefehl für die linke Feststoffrakete gesendet. |
| 11:39:50,262                     | Selbstzerstörungsbefehl für die rechte Feststoffrakete gesendet. |

### Weitere Ergebnisse der Unglücks-Untersuchungen
Das Buch von Richard Feynman enthält detailliertere Erkenntnisse, die nicht nur die Problematik der O-Ringe betreffen:
So sind dort unzulängliche Arbeitsvorschriften beschrieben: Nach jedem Start fallen die ausgebrannten Feststoff-Boosterraketen ins Meer, wo sie geborgen und dann der Wiederverwendung zugeführt werden. Die Handbücher besagten, dass man die Hülle der Booster wiederverwenden könne, wenn die jeweils von drei Punkten im Abstand von 60 Grad gemessenen Durchmesser stimmen. Es folgt daraus aber nicht zwingend, dass dies einen regelmäßigen Kreis ergibt. Tatsächlich gab es öfter Verformungen, die dann – oft nicht vorschriftskonform – buchstäblich zurechtgebogen wurden.
Zum Challenger-Unglück kam es deshalb, weil die Handbücher von Morton Thiokol – dem Hersteller der Feststoffraketen – nicht beachtet wurden. Daneben wollte das Management der NASA einem Wunsch des US-Präsidenten Ronald Reagan entsprechen und publikumswirksam eine Lehrerin ins Weltall fliegen lassen, als Reagans Rede zur Lage der Nation kurz bevorstand. Dies soll allerdings keinen expliziten (konkret dokumentarisch nachweisbaren) Einfluss auf die Entscheidung gehabt haben; der allgemeine Druck, Termine zu halten und das „operative“ Raumtransportsystem Space Shuttle in der zugesagten Frequenz zu starten, wird ausreichend gewesen sein. Die Experten von Thiokol rieten von einem Start ab, da alle bisherigen Starts bei Temperaturen über 11 °C stattfanden. Das NASA-Management drängte darauf, den Start nach den vorangegangenen Verzögerungen nicht noch einmal zu verschieben. Es war jedoch nach einer sechsstündigen Telefonkonferenz zwar durch die von Thiokol vorgelegten Daten nicht davon überzeugt, dass dies notwendig sei, hätte jedoch gegen die Empfehlung des Lieferanten einen Start nicht durchgesetzt. Die höchsten anwesenden Führungskräfte von Thiokol, die bei den vorbereitenden Besprechungen zum Teil kaum oder gar nicht anwesend waren, fällten jedoch entgegen der Empfehlung ihrer Ingenieure die Entscheidung zur Startfreigabe, nachdem die Unklarheiten in deren Empfehlungsbegründungen seitens der NASA-Beteiligten (die diese gegenüber der NASA-Führung hätten vertreten müssen, wenn der Start deswegen verschoben worden wäre) sehr aggressiv in Frage gestellt worden waren. In der Presse wurde dies zu der Vermutung verkürzt, man habe die NASA als wichtigsten Kunden nicht verärgern wollen.
Es gab auch Differenzen zwischen dem NASA-Management und den Ingenieuren bezüglich der Fehlerrate der Shuttles. Obere Dienstränge behaupteten, nur auf einem von 100.000 Flügen trete ein fataler Abbruch einer Mission ein – doch man hätte eine Million Starts auswerten müssen, um dieser Angabe eine plausible statistische Grundlage zu geben. Konstrukteure des bordeigenen Haupttriebwerks sagten hingegen, auf einem von 100 bis 200 Flügen würde dieses versagen; und die Air Force ging bei ihren Raketen von Fehlerraten von 1:50 aus. Es drängte sich der Verdacht auf, eine vorgetäuschte hohe Zuverlässigkeit der Raumfahrzeuge helfe der NASA, leichter an staatliche Gelder zu kommen.
Das Management pflegte auch einen fahrlässigen Umgang mit routinemäßigen Überprüfungen – die Computer und die Software des Space Shuttle (die damals Speicher aus Ferritkernen besaßen) bestanden problemlos alle Tests, und so wiegten sich die Manager in falscher Sicherheit – da die Tests ohnehin immer erfolgreich waren, könne man sie doch abschaffen. Dazu verharmloste die NASA Zwischenfälle, die das Leben der Astronauten nicht unmittelbar gefährdeten – etwa die O-Ringe, die bei einigen vorherigen Raketenstarts Abnutzungserscheinungen gezeigt hatten.
Richard Feynman beobachtete und kritisierte außerdem die mangelhafte Kommunikationsweise innerhalb der Werkstätten und Zulieferbetriebe, weil Vorschläge der Mitarbeiter oft abgewiesen würden. So wurde eine Markierung abgelehnt, die beim Überprüfen und dem neuerlichen Zusammenbau der Feststoffraketen sehr hilfreich gewesen wäre, weil man dazu neue Handbücher und Vorschriften hätte herausgeben müssen.
Feynman beendete seinen Bericht wegen der schöngeredeten Fehlerraten mit den Worten:

“[…] reality must take precedence over public relations, for Nature cannot be fooled.”

„[…] die Realität muss Vorrang vor Public Relations haben, denn die Natur lässt sich nicht zum Narren halten.“

Die Untersuchung des Unglücks zeigte auch, dass in der Vergangenheit die Bedenken vieler Ingenieure „mit Verweis auf den strengen Zeitplan und das knappe Budget verworfen“ worden waren.

## Konsequenzen des Unglücks

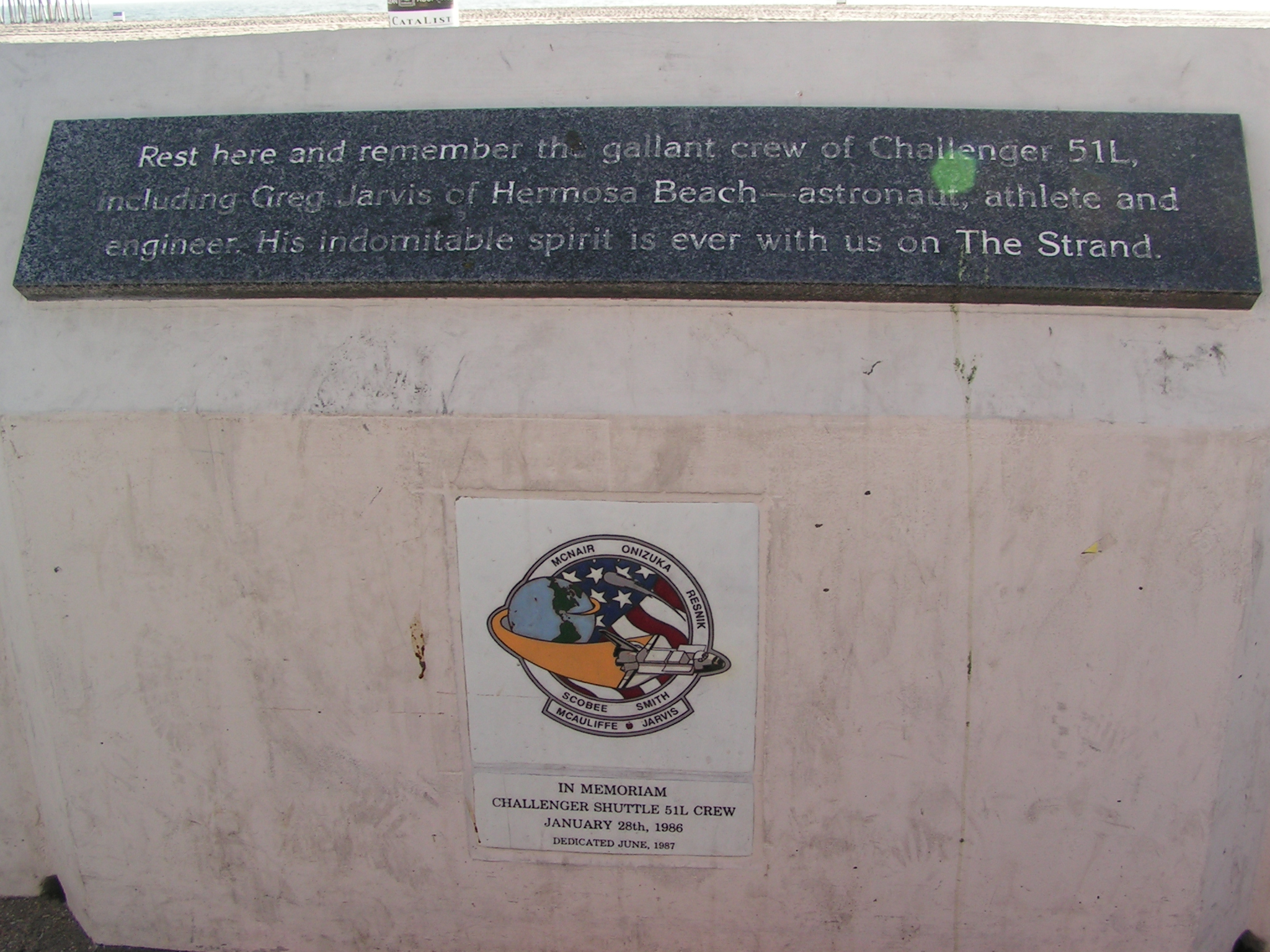
Gedenktafel in Hermosa Beach (Kalifornien)

Nach dem Unglück wurde ein generelles Startverbot für die Shuttle-Flotte ausgesprochen. Fast zweieinhalb Jahre lang arbeitete man an Verbesserungen, die den Start sicherer machen sollten. Die wichtigste Änderung war, die Feststoffbooster weitgehend zu überarbeiten. Über 2000 Änderungen wurden am Shuttle-System ausgeführt. Dazu gehörte beispielsweise eine ausfahrbare Teleskopstange, an der die Astronauten in einer Notsituation während des Landeanflugs den Orbiter durch die Einstiegsluke verlassen könnten. Ab sofort mussten die Astronauten bei Start und Landung wieder Druckanzüge tragen. Außerdem wurde das Shuttle aus dem kommerziellen Satellitengeschäft zurückgezogen, das wieder auf unbemannte Trägerraketen übertragen wurde. Im August 1987 wurde der Bau einer Ersatzfähre für die Challenger in Auftrag gegeben, 1991 wurde die Endeavour fertiggestellt. Am 29. September 1988 startete mit der Discovery zum ersten Mal nach dem Unglück wieder ein Space Shuttle ins All (STS-26). Bis zum Februar 2003, als die Columbia beim Wiedereintritt auseinanderbrach, kam es zu keinem weiteren Shuttle-Unglück.